# 봉화군 (1948년 선거구)
봉화군은 대한민국의 옛 국회의원 선거구이다. 당시 경상북도 봉화군 지역을 관할했다.

## 역사
제헌 국회의원 선거를 앞두고 봉화군 전 지역을 관할하는 선거구로 신설되었다.
제6대 국회의원 선거를 앞두고 영주군 선거구와 통합되어 영주군·봉화군 선거구를 이루게 됨에 따라 폐지되었다.

## 역대 국회의원
| 선거   | 정당 | 정당       | 의원   |
| ------ | ---- | ---------- | ------ |
| 1948년 |      | 대동청년단 | 배중혁 |
| 1950년 |      | 무소속     | 정문흠 |
| 1954년 |      | 자유당     | 정문흠 |
| 1958년 |      | 자유당     | 정문흠 |
| 1960년 |      | 무소속     | 최영두 |

## 역대 선거 결과

### 대한민국 제헌 국회의원 선거
|  | 40.42% |

|  | 35.91% |

|  | 14.69% |

|  | 8.95% |

### 대한민국 제2대 국회의원 선거
|  | 39.77% |

|  | 25.26% |

|  | 20.74% |

|  | 7.20% |

|  | 7.01% |

|  | 0% |

### 대한민국 제3대 국회의원 선거
|  | 21.67% |

|  | 18.80% |

|  | 18.76% |

|  | 11.51% |

|  | 10.33% |

|  | 8.14% |

|  | 4.98% |

|  | 3.89% |

|  | 1.86% |

|  | 0% |

|  | 0% |

### 대한민국 제4대 국회의원 선거
|  | 61.09% |

|  | 27.97% |

|  | 10.92% |

### 대한민국 제5대 국회의원 선거
|  | 23.57% |

|  | 22.72% |

|  | 19.73% |

|  | 9.58% |

|  | 6.76% |

|  | 6.38% |

|  | 6.06% |

|  | 5.16% |